# Mary Kingsley
Mary Henrietta Kingsley (Londres, 13 d'octubre de 1862-Ciutat del Cap, 3 de juny de 1900) va ser una escriptora i exploradora anglesa molt compromesa amb Àfrica i les seves gents.

## Biografia
Kingsley, coneguda també com "la reina d'Àfrica", va néixer a Islington, Londres, el 13 d'octubre de 1862. Filla de George Kingsley, metge, escriptor i acompanyant de viatges d'excèntrics aristòcrates, i Mary Bailey, antiga cuinera de la família Kingsley, amb qui es va casar quatre dies abans que nasqués Mary, per força després que aquesta quedés embarassada. Més tard va tenir un germà, Charles. No va poder anar a l'escola però va ser autodidacta.
Amb el temps la mare emmalaltí i Mary es va convertir en la seva cuidadora. A principis de febrer de 1892 el pare absent va tornar a casa, a Cambridge, i al cap de cinc dies va morir d'un atac de cor a causa d'una febre reumàtica. Deu setmanes després, el 25 d'abril, moria també la mare d'una embòlia. Amb la mort dels progenitors, Mary es va ensorrar i va prendre dues determinacions. D'una banda, amagar el casament forçat dels seus pares, ja sigui mentint en la seva data de naixement o bé en la data de casament, i de l'altra iniciar un viatge cap al sud, inicialment a les Illes Canàries. La novetat i exotisme dels paisatges i les persones la van fascinar i va decidir iniciar un viatge per Àfrica, sense data de tornada ni itinerari, per tal de concloure el llibre inacabat del seu pare sobre fetitxes religiosos i sacrificis rituals en societats primitives.

## Viatges per Àfrica
El 2 d'agost de 1893 Kingsley pujava al vaixell de càrrega Lagos, ancorat a Liverpool, i emprenia el primer viatge cap a Àfrica. La primera escala va ser Freetown, a Sierra Leone, on va recórrer múltiples indrets i mercats i va entrar en contacte amb tota mena de vegetació i animals. Mary no era una dona rica, pertanyia a la burgesia intel·lectual, per això va haver de finançar-se el viatge comprant i venent marfil i cautxú. Després de parar als ports de Libèria, Costa d'Or, Benín i Camerun, arribà a l'actual Angola, a Sao Paulo de Luanda, segons ella la ciutat més bonica de tot l'Àfrica occidental. Es va quedar unes setmanes i després va marxar, tota sola, fins a Cabinda, entre el Congo i el Zaire.
Per tornar a Anglaterra, va embarcar a l'SS Roquelle, amb diverses col·leccions de peixos, papallones, escarabats i plantes, i amb més diners dels que tenia en sortir. Va arribar al desembre del 1893 amb la ferma intenció de tornar a anar-se'n com més aviat millor.
Un cop a Londres es va dedicar a buscar finançament per a les seves properes expedicions. D'una banda es va entrevistar amb el Dr. Albert Günther, director del departament de zoologia del Museu Britànic d'Història Natural, que va quedar fascinat amb la col·lecció de peixos que Mary havia portat del seu viatge i pels coneixements científics que aquesta tenia. Günther es va comprometre a donar-li suport econòmic amb equipament si realitzava més expedicions als rius Congo i Níger. D'altra banda, també es va entrevistar amb l'editor George Macmillan, a qui va lliurar el manuscrit del seu pare, el Dr. Kingsley, amb les anotacions de Mary que l'ampliaven i el corregien i li va demanar si publicaria un llibre propi de les badies de Biafra i Benín. Quinze dies abans que Kingsley tornés a Àfrica, l'editor li va donar el vistiplau al llibre.
El 23 de desembre de 1894 Mary Kingsley va veure satisfet el seu somni de tornar a l'Àfrica i es va embarcar amb Lady Ethel MacDonald, dona del cònsol britànic a Nigeria sir Claude MacDonald, en un vaixell de càrrega anomenat Batanga; arribaren a Freetown el 7 de gener de 1895. Juntes, Kingsley i MacDonald van anar a visitar l'illa de Fernando Poo, on Mary va començar els seus estudis antropològics entre els bubis, i va comprovar, amb desgrat, com els missioners obligaven els nadius a cobrir-se els cossos nus amb robes poc pràctiques i ridícules. En tornar Mary es va estar quatre mesos a casa del cònsol a Calabar. Els últims dies que va ser en aquesta ciutat va compaginar la recerca de peixos i insectes amb tasques d'atenció mèdica, ja que s'hi va declarar una epidèmia de tifus. D'això va decidir marxar a la remota regió d'Okoyong, on vivia la intrèpida missionera escocesa Mary Slessor, que era una institució, tant a la selva, on li deien Eka Kpukpro Owo, 'Mare de tots el pobles', com a Anglaterra, on era coneguda com la "reina blanca d'Okoyong". A Ekenge, la missionera la va ajudar molt en els seus estudis etnogràfics, donant-li valuosa informació sobre el fetitxisme i altres costums del pobles igbo, ibibio i efik que vivien a la regió.
Després de deixar Slessor, va continuar el viatge cap al delta del riu Níger per tal de recollir els espècimens que li havia encarregat el Museu Britànic. Aquí va començar un dels viatges més durs i emblemàtics de Kingsley. Poques persones occidentals havien realitzat el viatge que acabava d'iniciar, sols l'explorador francès Pierre Savorgnan de Brazza i el viatger Paul de Chaille. El 5 de juny Kingsley s'embarcà al petit vaixell de vapor Mové per remuntar el riu Ogoué; canvià de vaixell passats quinze dies a l'Eclaireur, amb què va navegar fins a Lambaréné amb la intenció d'endinsar-se als poblats dels fang, que es trobaven en una zona no cartografiada i absolutament desconeguda per als europeus. Entre els fang, Mary Kingsley viuria grans aventures i començaria el seu posicionament en favor de la poligàmia i l'acceptació del canibalisme, que eren dos trets culturals d'aquesta tribu. Després d'això va navegar pel riu Rembué fins a Libreville i, un cop allà, va anar fins a l'illa de Coristo per capturar alguns peixos i crustacis més. D'això es va desplaçar a Camerun a complir un dels seus somnis: pujar a la gran muntanya Mungo Mah Lobeh, de més de quatre mil metres, ascens que va iniciar el 20 de setembre de 1895. Després de moltes penúries i entrebancs i abandonada pels seus acompanyants i portadors, Mary va arribar només amb dos d'ells al cim de la muntanya el 25 de setembre.
Després de tornar a Victòria, va marxar definitivament a Anglaterra; hi arribà el 30 de novembre de 1895, on l'esperaven l'editor George Macmillan, el Dr. Albert Günther i la premsa. Els següents mesos, els va dedicar a impartir conferències i escriure el llibre Travels in West Africa, publicat el 1897 i un èxit immediat de vendes. Va ser en aquestes conferències que Mary va demostrar el seu ferm compromís amb Àfrica, denunciant el racisme imperant de la seva època, la feina dels missioners, més encaboriats a buidar les ments dels africans que a arribar a entendre les seves creences, i la política colonial britànica, incapaç de respectar la complexa i rica cultura africana.
En aquesta època va conèixer l'únic home de qui es va enamorar, Matthew Nathan, però aquest va desaparèixer en publicar el seu llibre West African studies (1899), llibre controvertit per defensar una administració colonial compartida entre experts anglesos i caps nadius, ja que ell era governador de Sierra Leone. L'any següent va publicar The story of West Africa (1900). Kingsley sempre va tenir al cap tornar a Àfrica, ja que, a la vella Europa no es trobava còmode. Finalment va trobar una excusa per tornar a Àfrica, la guerra sud-africana entre els independentistes bòers i la Gran Bretanya. Va decidir navegar a Ciutat del Cap per anar al riu Orange a buscar alguns peixos i fer de corresponsal d'alguns diaris anglesos. Embarcada en el Moor amb sis-cents soldats, on es va desencadenar un brot de diftèria, va passar gran part del viatge atenent-ne molts d'ells. Un cop va arribar el 28 de març de 1900 a Sud-àfrica, va canviar de parer i va decidir oferir-se com a infermera al primer oficial mèdic de la colònia. El 3 de juny, a trenta-set anys, va morir de tifus, deixant una última voluntat: ser enterrada en aigües africanes.